# Urban Desire
Urban Desire (em português:  Desejo Urbano) é o quarto álbum de estúdio da cantora de new wave/pop rock Genya Ravan, lançado em 1978 pela gravadora 20th Century Fox Records.
Desse álbum saíram dois singles, "Back in My Arms Again", canção originalmente lançada por The Supremes, foi o único single de sucesso do álbum e também da carreia de Genya, alcançando a posição #98 no Canadá e #92 nos Estados Unidos. O segundo single, Jerry's Pigeons", não obteve sucesso, mas um vídeoclipe foi feito para a canção.

## Faixas
| N.º | Título                                     | Compositor(es)                                    | Duração |  |
| 1.  | "Jerry's Pigeons"                          | Charlie Giordano, Genya Ravan, Joey Cola          | 4:08    |  |
| 2.  | "The Knight Ain't Long Enough"             | Joe Droukas                                       | 3:46    |  |
| 3.  | "Do It Just for Me"                        | Wally Liberty                                     | 3:55    |  |
| 4.  | "Shot in the Heart"                        | Stuart Daye                                       | 2:47    |  |
| 5.  | "Aye Co'lorado" (participação de Lou Reed) | Charlie Giordano, Genya Ravan                     | 2:58    |  |
| 6.  | "Back in My Arms Again"                    | Lamont Dozier, Brian Holland, Edward Holland, Jr. | 4:38    |  |
| 7.  | "Cornered"                                 | Stuart Daye                                       | 4:11    |  |
| 8.  | "The Sweetest One"                         | Joe Droukas                                       | 3:00    |  |
| 9.  | "Darling, I Need You"                      | John Cale                                         | 3:36    |  |
| 10. | "Messin Around"                            | Genya Ravan, Paul Opalach, Conrad Taylor          | 3:32    |  |
| 11. | "Shadowboxing"                             | Joe Droukas                                       | 7:02    |  |

## Desempenho nas paradas musicais
| Parada musical (1978)          | Melhor posição |
| ------------------------------ | -------------- |
| Estados Unidos (Billboard 200) | 147            |